# Cidade dos Meninos São Vicente de Paulo
A Cidade dos Meninos São Vicente de Paulo (CDM) é uma unidade do Sistema Divina Providência que atende (majoritariamente) jovens em situação de vulnerabilidade social de Belo Horizonte e região metropolitana. A Cidade dos Meninos está localizada em Ribeirão das Neves, Minas Gerais e conta com uma área de 540.000 m². Atualmente, a CDM dispõe de quadras de esportes, igreja, escolas, auditório com capacidade para 2.000 pessoas, ginásio coberto, salão de festas, oficinas profissionalizantes, fazenda-escola, campo de futebol e dormitórios.

## História
O terreno foi adquirido em 1983 por um grupo de empresários, entre eles, Jairo Azevedo (Fundador do Grupo Séculus). No entanto, em virtude de alguns problemas o terreno ficou parado por cerca de 10 anos. Em 1992, Jairo Azevedo retomou a iniciativa e a batizou de “Cidade dos Meninos São Vicente de Paulo”, como ideia para construir no terreno. Já em 6 de março de 1993, foi lançada a pedra fundamental da Cidade dos Meninos com a ajuda do arquiteto-urbanista Dr. Reynaldo Martins Marques e a celebração de uma missa com o Bispo Dom Serafim Fernandes de Araújo. No mesmo ano, também foi realizado o primeiro Festival Gastronômico – Churrascão, com intuito de arrecadar fundos para a obra.
A maior unidade do Sistema Divina Providência iniciou suas atividades no ano de 1993, e em março de 1994, foi iniciado o recebimento dos primeiros 48 jovens com três casas com 16 jovens cada. A medida que o tempo passava, a instituição conquistava mais adeptos e com isso foi ampliando a área.
Um dos alunos notáveis que passou por essa instituição foi o atleta nevense Alisson Ferreira de Oliveira, campeão estadual, brasileiro, sul-americano e mundial de slackline.

## Objetivos
A CDM tem como principal missão prestar serviços de assistência social no que se diz respeito a melhoria da qualidade de vida dos jovens e adultos, promovendo o resgate da dignidade humana. Desse modo, essa instituição contribui para a formação de futuros cidadãos de bem, promovendo impactos positivos na comunidade e região. Em síntese, os propósitos são:
- Garantir os direitos estabelecidos no Estatuto da Criança e do Adolescente, proporcionando, aos jovens e crianças atendidos, educação em tempo integral, moradia, alimentação, saúde, cultura, esporte, lazer, formação profissional, moral e religiosa.
- Garantir aos idosos atendidos os direitos previstos no Estatuto do Idoso.
- Promover melhorias na perspectiva de vida de jovens e adultos em situação de vulnerabilidade social, por meio da capacitação profissional e da geração de fontes de renda.